# Heracleum scabridum
Heracleum scabridum är en flockblommig växtart som beskrevs av Adrien René Franchet. Heracleum scabridum ingår i släktet lokor, och familjen flockblommiga växter. Inga underarter finns listade i Catalogue of Life.